# Addicted to Love
Addicted to Love és una comèdia dramàtica estatunidenca de Griffin Dunne estrenada el 1997.

## Argument
Sam i Maggie (Matthew Broderick & Meg Ryan) acaben de ser abandonats per les seves respectives amants (Kelly Preston & Tcheky Karyo), que se n'han anat a viure junts en un apartament. Maggie vol venjar-se i Sam desitja recuperar la seva promesa, de manera que els dos van a viure a un edifici abandonat davant de la casa de l'expromesa de Sam per poder elaborar un pla de revenja. Però l'hostilitat inicial que hi ha entre els dos començarà a donar pas a l'amor.

## Repartiment
- Maggie: Meg Ryan
- Sam Matthew: Matthew Broderick
- Anton Depeux: Tchéky Karyo
- Linda Green: Kelly Preston

## Rebuda
"Una pel·lícula que no té res agradable a dir sobre ningú. Lluny de la imatge juganera que fan semblar els seus anuncis, és misántropa, cruel, hostil, corrupta, blasfema i, bàsicament, molt malvada. Em va encantar. "
"Sempre hi ha un problema en una història d'amor quan el rival sembla més interessant que l'heroi, i això és el que té lloc aquí. (...) Hi ha, de fet, bon material, però tot al servei d'un enfocament estúpid. "